# No One Knows
«No One Knows» es una canción de la banda Queens of the Stone Age, lanzada como sencillo el 26 de noviembre de 2002.
Pertenece al tercer álbum de estudio del disco Songs for the Deaf, es realizado por su vocalista Josh Homme y el productor musical Eric Valentine. La letra fue escrita por Homme y Mark Lanegan que entró en la banda como miembro oficial en 2001.
Recibió una nominación a la mejor actuación hard rock en los premios Grammy por este sencillo. "No One Knows" fue número uno en el Modern Rock Tracks de 2003 y número 51 en los sencillos del Billboard Hot 100. La revista Rolling Stone ha publicado una lista dejando este tema en el número 64 en una encuesta de las mejores canciones del siglo XXI y número 97 entre las mejores canciones de guitarra. Josh Homme encontró el dulce entre el hard rock espectral y el metal que tocaba antes.
Los integrantes de la banda para este disco son Josh Homme, Nick Oliveri, Mark Lanegan y  Dave Grohl, además aparecen en un video de realizado por Dean Karr y Michel Gondry.

## Versiones
- La canción ha sido versionada por numerosos grupos, entre ellos, el cuarteto de cuerda The Section Quartet en su álbum de 2007, Fuzzbox,. y Franco Saint de Bakker,[5]
- También fue versionado por Razorlight como parte de la gira Jo Whiley's Live Lounge, el 26 de septiembre de 2008.[6]
- The Divine Comedy a menudo realiza su versión en sus presentaciones en vivo y una de ellas fue registrada en 2004 en el DVD, Live At el Palladium.[7]
- El productor británico Mark Ronson también realizó una versión la canción con las voces de Domino Kirke.[8] Fue incluido como lado B de su sencillo "Stop Me", y logró ingresar en la lista de sencillos del Reino Unido.[9]
- Se convirtió en la primera canción de la banda en ser remixada por el productor británico UNKLE. Esta versión apareció como lado B en el sencillo sucesor, "Go with the Flow", como así también en el EP Stone Age Complication.

## Lista de canciones
CD1
1. «No One Knows» (Josh Homme, Nick Oliveri, Mark Lanegan)
2. «A Song for the Dead» [en vivo en The Mean Fiddler] (Homme, Lanegan)
3. «Avon» [en vivo en The Mean Fiddler] (Homme)
4. «No One Knows» [pista multimedia] (Homme, Lanegan)

CD2
1. «No One Knows» (Homme, Lanegan)
2. «Gonna Leave You» [Versión en español] (Homme, Nick Oliveri)
3. «Tension Head» [en vivo en The Mean Fiddler] (Homme, Oliveri)

## Posicionamiento en listas
| Lista (2002–03)                         | Mejor posición |
| --------------------------------------- | -------------- |
| Estados Unidos (Billboard Hot 100)      | 51             |
| Estados Unidos (Modern Rock Tracks)     | 1              |
| Estados Unidos (Mainstream Rock Tracks) | 5              |
| Irlanda (IRMA)                          | 26             |
| Países Bajos (Dutch Top 40)             | 39             |
| Reino Unido (UK Singles Chart)          | 15             |

| Anterior: «Always» de Saliva | Modern Rock Tracks Sencillo No 1 8 de febrero de 2003 — 1 de marzo de 2003 | Siguiente: «Can't Stop» de Red Hot Chili Peppers |